# Viva Ned Flanders
«Viva Ned Flanders» (рус. Вива Нед Фландерс) — десятый эпизод десятого сезона мультсериала «Симпсоны». Впервые вышел в эфир 10 января 1999 года. Сценарий написал Дэвид Стерн, а режиссёром серии стал Нейл Аффлек. Серия номинировалась на премию «Эмми» за лучшую анимационную программу 1999 года, но уступила «Царю Горы».

## Сюжет
В городе событие — сносят старое казино Мистера Бернса. Из-за мощного взрыва машина Симпсонов покрывается толстым слоем пыли. Гомер отправляется на автомойку и там видит Неда Фландерса, пользующегося скидкой для пожилых людей. Думая, что тот сжульничал, Гомер рассказывает об увиденном на проповеди в церкви. Тут же выясняется, что Неду действительно уже 60 лет и более того, он никогда не делал ничего рискованного в жизни. От этого Нед впадает в депрессию. Он решает изменить свою жизнь и вдоволь насладиться ею. Для этого он связывается с Гомером, который уж точно знает, как повеселиться.
Гомер решил показать Неду лучшие развлечения — вдвоём они поехали в Лас-Вегас, столицу казино. Там они наблюдают за выступлением сорвиголовы Капитана Лэнса Мердока и играют в рулетку. Поначалу Неду не нравятся развлечения Гомера, но позже он всё же решается поэкспериментировать и заказывает побольше алкогольных напитков…
На следующий день Гомер и Нед просыпаются в гостинице и с ужасом узнают, что за ночь они в состоянии алкогольного опьянения женились на двух официантках: Эмбер и Джинджер. Сделали они это несознательно, поэтому и проблему решили уладить мирным путём, но новоиспеченные жены не хотят отпускать уже женатых мужчин, поэтому Гомер решается на самый простый способ решить проблему — просто сбежать. На помощь «женам» приходят охрана казино, Гюнтер и Эрнст, Дредерик Татум, Бумхауэр и даже «The Moody Blues». Друзья пытаются сбежать на выигрышной машине, но безуспешно — толпа жестоко избивает их, а Татум ещё и выбрасывает двоих за пределы города. Пришлось Гомеру и Неду автостопом возвращаться домой, а по пути Гомер начал придумывать истории для жён, чтобы оправдать своё длительное отсутствие…